# Air Force One (roepletters)

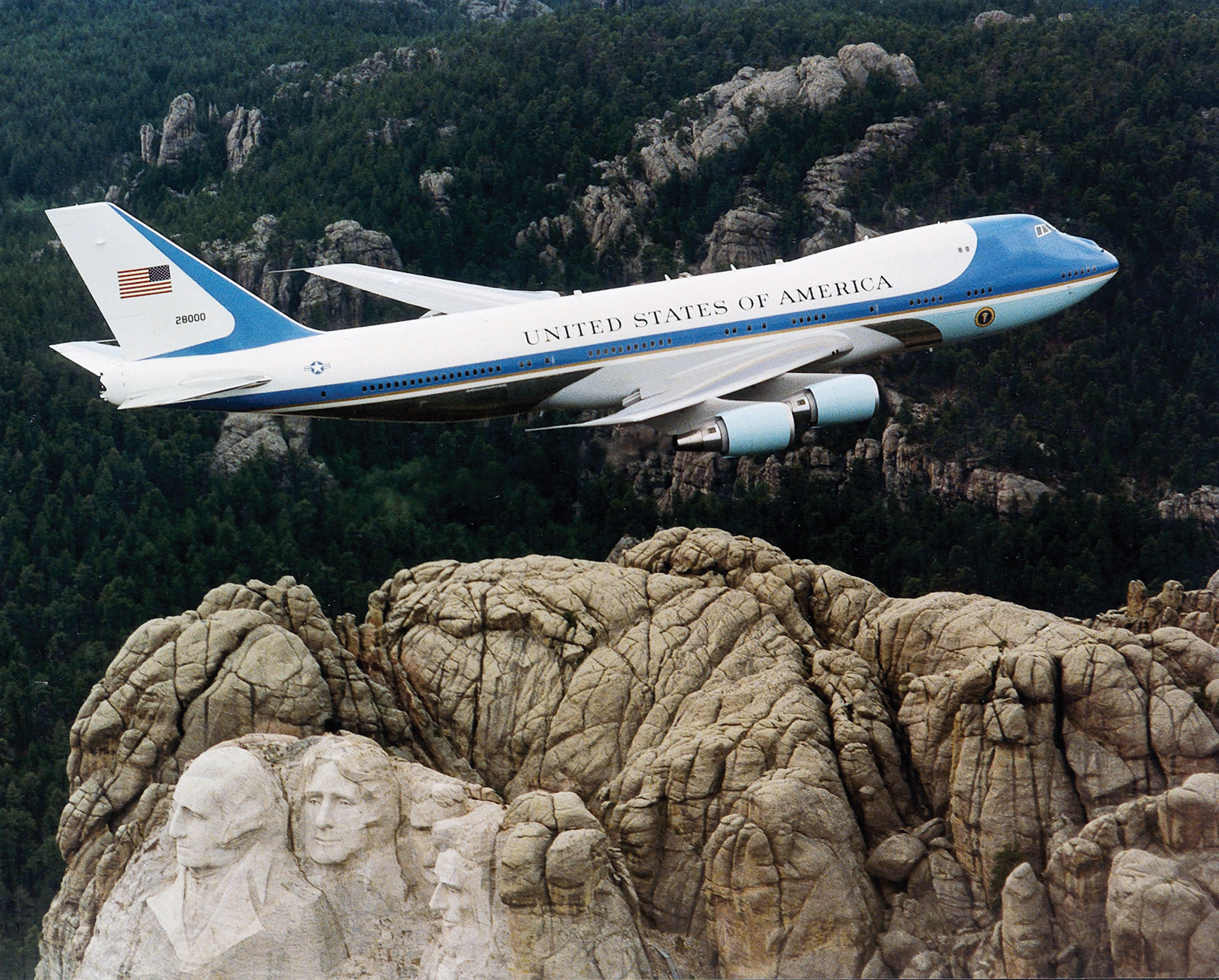
Air Force One boven Mount Rushmore

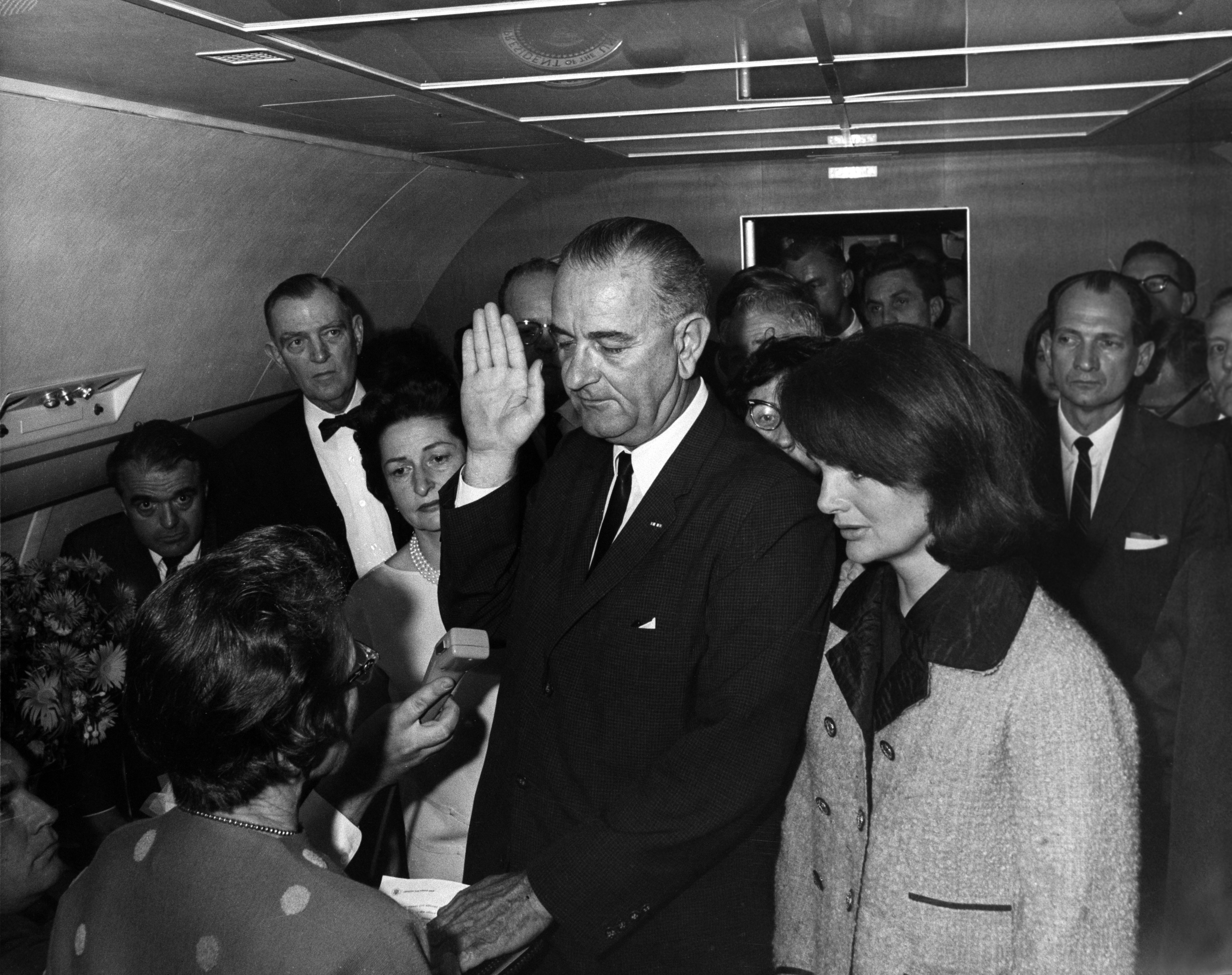
Lyndon B. Johnson wordt twee uur na de moord op president Kennedy beëdigd als de nieuwe president van de VS in de Air Force One, toen nog een Boeing 707

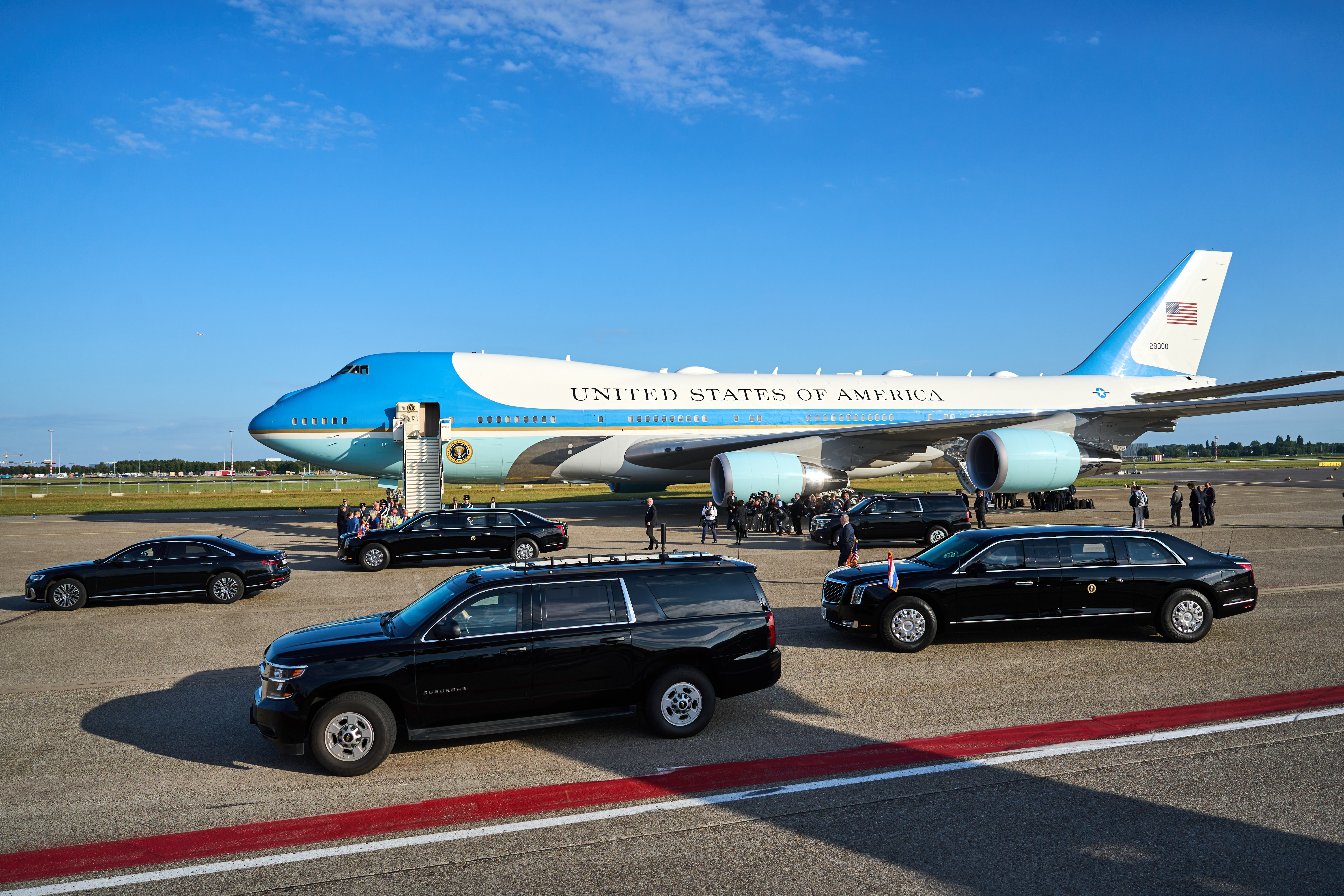
Schiphol, aankomst Air Force One met president Trump tijdens de NAVO-top 2025

Air Force One is de roepnaam die door de luchtverkeersleiding wordt gebruikt voor elk vliegtuig van de Amerikaanse luchtmacht waar de president van de Verenigde Staten in zit.
Sinds 1990 bestaat de presidentiële luchtvloot uit twee gemodificeerde Boeing 747-200-vliegtuigen (door de luchtmacht aangeduid als Boeing VC-25), die alleen Air Force One heten wanneer de president aan boord is, maar door de buitenwacht algemeen zo worden aangeduid.
De VC-25 heeft een grote actieradius en capaciteit voor meer dan 70 passagiers. Voordat de huidige toestellen in gebruik genomen werden, werden (sinds 1962) twee Boeing 707-320B-vliegtuigen gebruikt (luchtmacht: VC-137). Een van deze toestellen wordt nu tentoongesteld in de Ronald Reagan Presidential Library.
Het was de bedoeling dat de huidige Boeings 747-200 in 2024 zouden worden vervangen door twee Boeings 747-8. De oplevering van de twee vliegtuigen is echter uitgesteld.

## Onderhoud en gebruik
De vliegtuigen worden onderhouden als militaire vliegtuigen door de Presidential Airlift Group, gelegerd op Andrews Air Force Base bij Camp Springs en in Clinton, Maryland. Ook de presidentiële helikopter met roepnaam Marine One is hier gestationeerd.

## Air Force Two
Als niet de president, maar de vicepresident aan boord is, dan is de roepnaam Air Force Two. Om veiligheidsredenen mogen de president en de vicepresident nooit samen vliegen.